# Pardosella
Genre
Pardosella est un genre d'araignées aranéomorphes de la famille des Lycosidae.

## Distribution
Les espèces de ce genre se rencontrent en Éthiopie et en Tanzanie.

## Liste des espèces
Selon World Spider Catalog (version 17.0, 19/04/2016) :
- Pardosella delesserti Caporiacco, 1939
- Pardosella maculata Caporiacco, 1941
- Pardosella massaiensis Roewer, 1959
- Pardosella tabora Roewer, 1959
- Pardosella zavattarii Caporiacco, 1939

## Publication originale
- Caporiacco, 1939 : Arachnida. Missione biologica nel paese dei Borana. Raccolte zoologiche. Reale Accademia d'Italia, Roma, vol. 3, p. 303-385.